# Esteban Daza
Esteban Daza (o Estevan Daça) (nascut a Valladolid, en 1537 - i mort allí entre 1591 i 1596) va ser un compositor i violista castellà del Renaixement. Va ser un dels darrers violistes més important del segle xvi, tan prompte com la popularitat de l'instrument va ser eclipsada per la de la guitarra.
Daza provenia d'una família de classe mitjana, i era el menor de tretze fills. Va estudiar Dret a la Universitat de Valladolid, on es va graduar en 1563. En lloc de seguir una professió regular, ell va ser capaç de sobreviure mitjançant el guanys de les seves inversions.

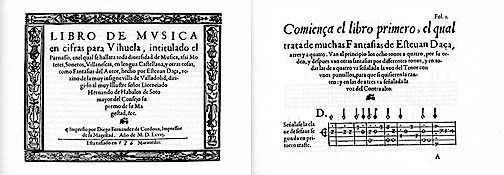
Portada i primera pàgina de El Parnaso.

El Parnaso (Parnassus) és l'únic llibre conegut de música publicat per Daza. Va ser imprès el 1576 a Valladolid, i conté treballs per solo de viola de mà i per viola de mà i veu. El títol complet del treball és Libro de música de cifras para vihuela, intitulado El Parnaso. Es divideix en tres parts i consisteix en fantasies i transcripció per viola de mà de cançons polifòniques, motets, villancets, villanelle i sonets d'altres compositors, tals com Pedro Guerrero, Francisco Guerrero, Juan García de Basurto, Jean Maillard, Jean Richafort, Thomas Crecquillon, Simon Boyleau, Rodrigo de Ceballos, Juan de Navarro, Pedro Ordoñez i Clemens non Papa.